# Kasey Smith
Kasey Leeann Smith (* 29. März 1990 in Dublin) ist eine irische Popsängerin.

## Leben und Wirken
Smith war Mitglied der irischen Girlgroup Wonderland (2008–2011), die ein Album und drei Singles mit moderatem Erfolg veröffentlichten. Bei der irischen Vorauswahl zum Eurovision Song Contest 2013 erreichte sie mit dem Titel Kiss Me den dritten Platz. Am 28. Februar 2014 gewann sie zusammen mit der Band Can-Linn die nationale Vorausscheidung für den Eurovision Song Contest 2014. In Kopenhagen traten sie beim zweiten Halbfinale mit dem Titel Heartbeat an, jedoch konnte sich die Gruppe nicht für das Finale qualifizieren.

## Diskografie
Singles
- 2014: Heartbeat (Can-Linn feat. Kasey Smith)